# Eduard Popp
Eduard Popp (* 16. Juni 1991 in Barnaul, Region Altai, Russland) ist ein deutscher Ringer.

## Werdegang
Eduard Popp kam bereits in seiner Jugend nach Deutschland und begann beim VfL Neckargartach mit dem Ringen. Als Erwachsener wiegt er bei einer Größe von 1,90 Metern ca. 130 kg und startet im Schwergewicht. Er konzentriert sich dabei auf den griechisch-römischen Stil. Trainiert wird bzw. wurde er hauptsächlich von Markus Makamul und Michael Carl. Er ist verheiratet und Vater von 2 Kindern. Er war kaufm. Angestellter, gehört aber nunmehr einer Sport-Fördergruppe der Bundeswehr an. In der Ringer-Bundesliga ringt er für die Red Devils Heilbronn.
Im Nachwuchsbereich gewann Eduard Popp 2005 (B-Jugend), 2007 und 2008 (A-Jugend) und 2011 (Juniors) den deutschen Meistertitel (Gewichtsklassen bis 100 kg bzw. bis 120 kg Körpergewicht).
Bei den Senioren startete er erstmals 2011 bei einer deutschen Meisterschaft. Dabei belegte er in der Gewichtsklasse bis 120 kg den 4. Platz. 2012 kam er in der gleichen Gewichtsklasse bei der deutschen Meisterschaft hinter Nico Schmidt, RSV Frankfurt (Oder) und Ralf Böhringer, VfK Schifferstadt, auf den 3. Platz. 2013 (bis 120 kg), 2014, 2015 und 2019 (jeweils bis 130 kg) wurde Eduard Popp deutscher Meister.
Seine internationale Ringerkarriere begann er mit einem Start bei der Junioren-Europameisterschaft (Cadets) 2007 in Warschau in der Gewichtsklasse bis 100 kg Körpergewicht. Er musste sich dabei mit einem 16. Platz begnügen. 2009 gewann er bei der Junioren-Europameisterschaft (Juniors) in Tiflis in der Gewichtsklasse bis 120 kg hinter Riza Kayaalp, Türkei, und Dawid Oganesjan, Russland, eine Bronzemedaille. Die gleiche Medaille gewann er auch bei der Junioren-Weltmeisterschaft 2010 in Budapest in der Gewichtsklasse bis 120 kg.
Im März 2013 startete Eduard Popp erstmals bei einer internationalen Meisterschaft bei den Senioren. In Tiflis besiegte er dabei in der Gewichtsklasse bis 120 kg Balint Lam aus Ungarn, unterlag aber in seinem nächsten Kampf gegen Ljubomir Dimitrow aus Bulgarien und kam auf den 8. Platz. Bei der Weltmeisterschaft 2013 in Budapest besiegte Eduard Popp Vachagan Yeghiasarjan aus Armenien und Levan Arabuli, Georgien. In seinem nächsten Kampf unterlag er dem gerade aus einer zweijährigen Dopingsperre ins Wettkampfgeschehen zurückkehrenden ehemaligen Weltmeister Amir Aliakbari aus dem Iran. Danach verlor er auch noch gegen Johan Eurén aus Schweden, womit er ausschied und den 7. Platz belegte. Bei einer Nachkontrolle der Dopingproben stellte sich dann heraus, dass Amir Aliakbari erneut gedopt war. Ihm wurde die gewonnene Medaille aberkannt und er wurde auf Lebenszeit gesperrt. Eduard Popp freilich, half das nichts mehr, denn die Weltmeisterschaft war ja schon lange beendet.
In den folgenden Jahren startete Eduard Popp dann regelmäßig bei Welt- bzw. Europameisterschaften. Er erkämpfte sich dabei viele ausgezeichnete Platzierungen, jedoch gelang ihm bis dato kein Medaillengewinn. 2014 kam er bei der Weltmeisterschaft in Taschkent in der Gewichtsklasse bis 130 kg auf einen hervorragenden 5. Platz, geschlagen nur von Mijain Lopez Nunez aus Kuba und Biljal Machow aus Russland. Auch bei der Europameisterschaft 2016 in Riga belegte Popp einen hervorragenden 5. Platz. Hier unterlag er im Kampf um eine der Bronzemedaillen gegen Ioseb Tschugoschwili aus Weißrussland.
Bei den Olympischen Spielen 2016 in Rio de Janeiro besiegte er Nurmachan Tinalijew aus Kasachstan und Bashir Asgari Babajanzadeh aus dem Iran, verlor gegen Riza Kayaalp aus der Türkei und im Kampf um eine Bronzemedaille gegen Sabah Shariati aus Aserbaidschan, den er bei der Europameisterschaft kurz vorher noch besiegt hatte.
Bei der Militär-Weltmeisterschaft 2016 in Skopje verlor Eduard Popp erst im Finale gegen den ehemaligen Weltmeister Heiki Nabi aus Estland.
Bei der Weltmeisterschaft 2017 in Paris gelangen ihm Siege über Naveen Naveen aus Indien und Alin Alexuc-Ciurariu aus Rumänien, ehe er gegen Oscar Pino Hinds aus Kuba unterlag und auf den 9. Platz kam.
Bei der Weltmeisterschaft 2018 in Budapest siegte Eduard Popp über den Afrikameister Abdellatif Mohamed Ahmed Mohamed aus Ägypten und Balint Lam, unterlag dann aber gegen Adam Coon aus den Vereinigten Staaten. In der Trostrunde siegte er gegen den Chinesen Meng Lingzhe, unterlag aber im Kampf um eine der Bronzemedaillen gegen den Südkoreaner Kim Min-seok knapp nach Punkten.
Bei der Weltmeisterschaft 2019 in Nur-Sultan (Kasachstan) konnte Eduard Popp durchaus überzeugen. Er siegte dort über Beka Kandelaki aus Aserbaidschan und Abdfellatif Mohamed Ahmed Mohamed, ehe er gegen den Riza Kayaalp und im Kampf um eine der Bronzemedaillen gegen Iakob Kadschaia aus Georgien unterlag und wiederum den 5. Platz belegte. Er hat sich damit schon frühzeitig für die Teilnahmen an den Olympischen Spielen 2020 in Tokio qualifiziert.
Eduard Popp hat damit zum wiederholten Male seine Zugehörigkeit zur Weltelite der Schwergewichtler nachgewiesen.

## Internationale Erfolge
| Jahr | Platz | Wettbewerb                                      | Gewichtsklasse | Ergebnisse |
| 2007 | 16.   | Junioren-EM (Cadets) in Warschau                | bis 100 kg     | Sieger: Wasil Imerlischwili, Georgien vor Alin Alexu-Ciurariu, Rumänien |
| 2008 | 12.   | Junioren-EM (Cadets) in Daugavpils              | bis 100 kg     | Sieger: Islam Magomedow, Russland vor Bayram Nigar, Türkei |
| 2009 | 3.    | Junioren-EM (Juniors) in Tiflis                 | bis 120 kg     | hinter Riza Kayaalp, Türkei und Dawid Oganesjan, Russland, gemeinsam mit Taisto Lalli, Finnland |
| 2009 | 9.    | Junioren-WM (Juniors) in Ankara                 | bis 120 kg     | Sieger: Riza Kayaalp |
| 2010 | 11.   | Junioren-EM (Juniors) in Samokow                | bis 120 kg     | Sieger: Dawid Oganesjan vor Ljubomir Dimitrow, Bulgarien |
| 2010 | 3.    | Junioren-WM (Juniors) in Budapest               | bis 120 kg     | nach Siegen über Vachagan Yeghiasarjan, Armenien, David Lengyel, Slowakei und Murat Ramonow, Kirgisistan, einer Niederlage gegen Igor Didyk, Ukraine und einem Sieg über Sergo Gogiaswanidse, Georgien                              |
| 2011 | 10.   | Junioren-WM (Juniors) in Bukarest               | bis 120 kg     | nach einem Sieg über Miloslaw Metodiew, Bulgarien und Niederlagen gegen Shota Gogioswanidse, Georgien und Igor Didyk |
| 2013 | 8.    | EM in Tiflis                                    | bis 120 kg     | nach einem Sieg über Balint Lam, Ungarn und einer Niederlage gegen Ljubomir Dimitrow |
| 2013 | 7.    | WM in Budapest                                  | bis 120 kg     | nach Siegen über Vachagan Yeghiasarjan und Levan Arabuli, Georgien und Niederlagen gegen Amir Aliakbari, Iran und Johan Euren, Schweden                                                                                             |
| 2014 | 13.   | EM in Vantaa                                    | bis 130 kg     | nach einer Niederlage gegen Johan Euren |
| 2014 | 5.    | WM in Taschkent                                 | bis 130 kg     | nach einem Sieg über Vachagan Yeghiasarjan, einer Niederlage gegen Mijain Lopez Nunez, Kuba, Siegen über Muradjan Tuichijew, Tadschikistan und Behnam Mehdizadeh Arpatapeh, Iran und einer Niederlage gegen Biljal Machow, Russland |
| 2015 | 8.    | Europaspiele in Baku                            | bis 130 kg     | nach einem Sieg über Mantas Knystautas, Litauen und einer Niederlage gegen Ioseb Tschugoschwili, Weißrussland |
| 2015 | 13.   | WM in Las Vegas                                 | bis 130 kg     | nach einem Sieg über Nurmachan Tinalijew und einer Niederlage gegen Robert Smith, USA |
| 2016 | 5.    | EM in Riga                                      | bis 130 kg     | nach Siegen über Nemanja Pavlovic, Serbien und Edgan Chachazjan, Armenien, einer Niederlage gegen Alexander Tschernezki, Ukraine, einem Sieg über Sabah Shariati, Aserbaidschan und einer Niederlage gegen Ioseb Tschugoschwili     |
| 2016 | 2.    | Olympia-Qualif.-Turnier in Zrenjanin            | bis 130 kg     | nach Siegen über Tamas Soos, Slowakei, Mindaugas Mizgaitis, Litauen und Sandor Dichaminjia, Georgien und einer Niederlage gegen Heiki Nabi, Estland                                                                                 |
| 2016 | 1.    | "Wladyslaw-Pytlasinski"-Memorial in Spala/Polen | bis 130 kg     | vor Armin Majoros, Ungarn, Meng Qiang, China und Bashir Asgari Babajanzadeh, Iran |
| 2016 | 3.    | Großer Preis von Deutschland in Dortmund        | bis 130 kg     | hinter Riza Kayaalp und Witali Schtschur, Russland, gemeinsam mit Mantas Knystautas, Litauen |
| 2016 | 5.    | OS in Rio de Janeiro                            | bis 130 kg     | nach Siegen über Nurmachan Tinalijew und Bashir Asgari Babajanzadeh und Niederlagen gegen Riza Kayaalp und Sabah Shariati |
| 2016 | 2.    | Militär-WM in Skopje                            | bis 130 kg     | hinter Heiki Nabi, vor Alexander Tschernezki und Mindaugas Mizgaitis |
| 2017 | 9.    | WM in Paris                                     | bis 130 kg     | nach Siegen über Naveen Naveen, Indien und Alin Alexuc-Ciurariu und einer Niederlage gegen Oscar Pino Hinds, Kuba |
| 2018 | 5.    | WM in Budapest                                  | bis 130 kg     | nach Siegen über Abdellatif Mohamed Ahmed Mohamed, Ägypten und Balint Lam, einer Niederlage gegen Adam Coon, USA, einem Sieg über Meng Lingzhe, China und einer Niederlage gegen Kim Min-seok, Südkorea                             |
| 2019 | 2.    | Thor Masters in Nyköbing                        | bis 130 kg     | hinter Nikolai Kuchmiy, Ukraine, vor Konsta Johannes Määenpää und Tuomas Lahti, Finnland |
| 2019 | 11.   | EM in Bukarest                                  | bis 130 kg     | nach einer Niederlage gegen Heiki Nabi |
| 2019 | 2.    | Großer Preis von Deutschland in Dortmund        | bis 130 kg     | hinter Konsta Johannes Määenpää, Finnland, vor Witali Schtschur, Russland und Balint Lam |
| 2019 | 5.    | WM in Nur-Sultan                                | bis 130 kg     | nach Siegen über Beka Kandelaki, Aserbaidschan und Abdellatif Mohamed Ahmed Mohamed und Niederlagen gegen Riza Kayaalp und Iakob Kadschaia, Georgien                                                                                |

## Deutsche Meisterschaften
| Jahr | Platz | Gewichtsklasse | Ergebnisse |
| 2011 | 4.    | bis 120 kg     | hinter Nico Schmidt, RSV Frankfurt (Oder), Ralf Böhringer, VfK 07 Schifferstadt und Christian John, Eisenhüttenstadter RC |
| 2012 | 3.    | bis 120 kg     | hinter Nico Schmidt und Ralf Böhringer, gemeinsam mit Mehmet Kasim Aras, TV Aachen-Walheim                                |
| 2013 | 1.    | bis 120 kg     | vor Ricardo Melz, SV Luftfahrt Berlin, Sascha Iannacone, ASV Au/Hallertau und Kevin Arend, KV Riegelsberg                 |
| 2014 | 1.    | bis 130 kg     | vor Mehmet Kasim Aras, Robin Ferdinand, ASV Boden und Christian John                                                      |
| 2015 | 1.    | bis 130 kg     | vor Mehmet Kasim Aras, ASV Mainz 88, Robin Ferdinand und Christian John                                                   |
| 2019 | 1.    | bis 130 kg     | vor Jello Krahmer, ASV Schorndorf, Patrick Schwendemann, VfK Mühlenbach und Marc Bohnert, RWG Mömbris-Königshofen         |

Erläuterungen
- alle Wettkämpfe im griechisch-römischen Stil
- OS = Olympische Spiele, WM = Weltmeisterschaft, EM = Europameisterschaft